# Arkadia (Poznań)

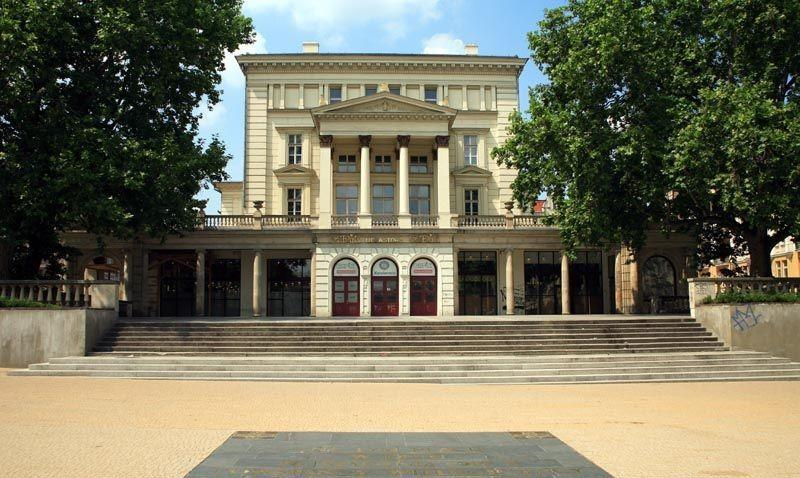
Arkadia

Arkadia ist ein historisches Gebäude in Poznań in Polen. Es beherbergt das Kulturinformations-Zentrum der Stadt, das Theater Der achte Tag und gewerbliche Nutzungen. 
Das Gebäude in der Altstadt am Plac Wolnośći 11 (Platz der Freiheit, bis 1919 Wilhelms-Platz) war 1879 als Stadttheater gebaut worden.

## Stadttheater

### 1804–1874

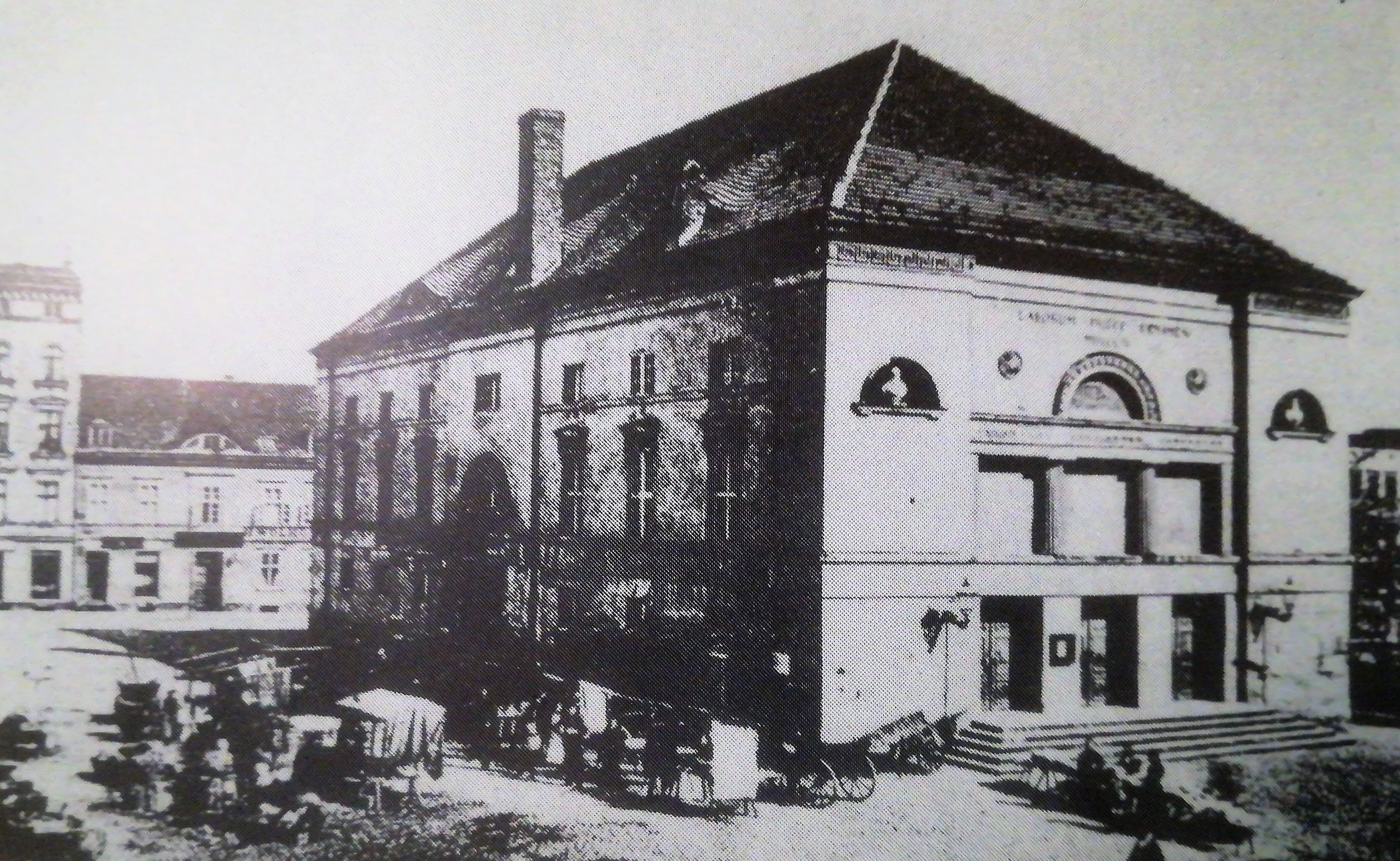
Erstes Stadttheater, 1804–1874

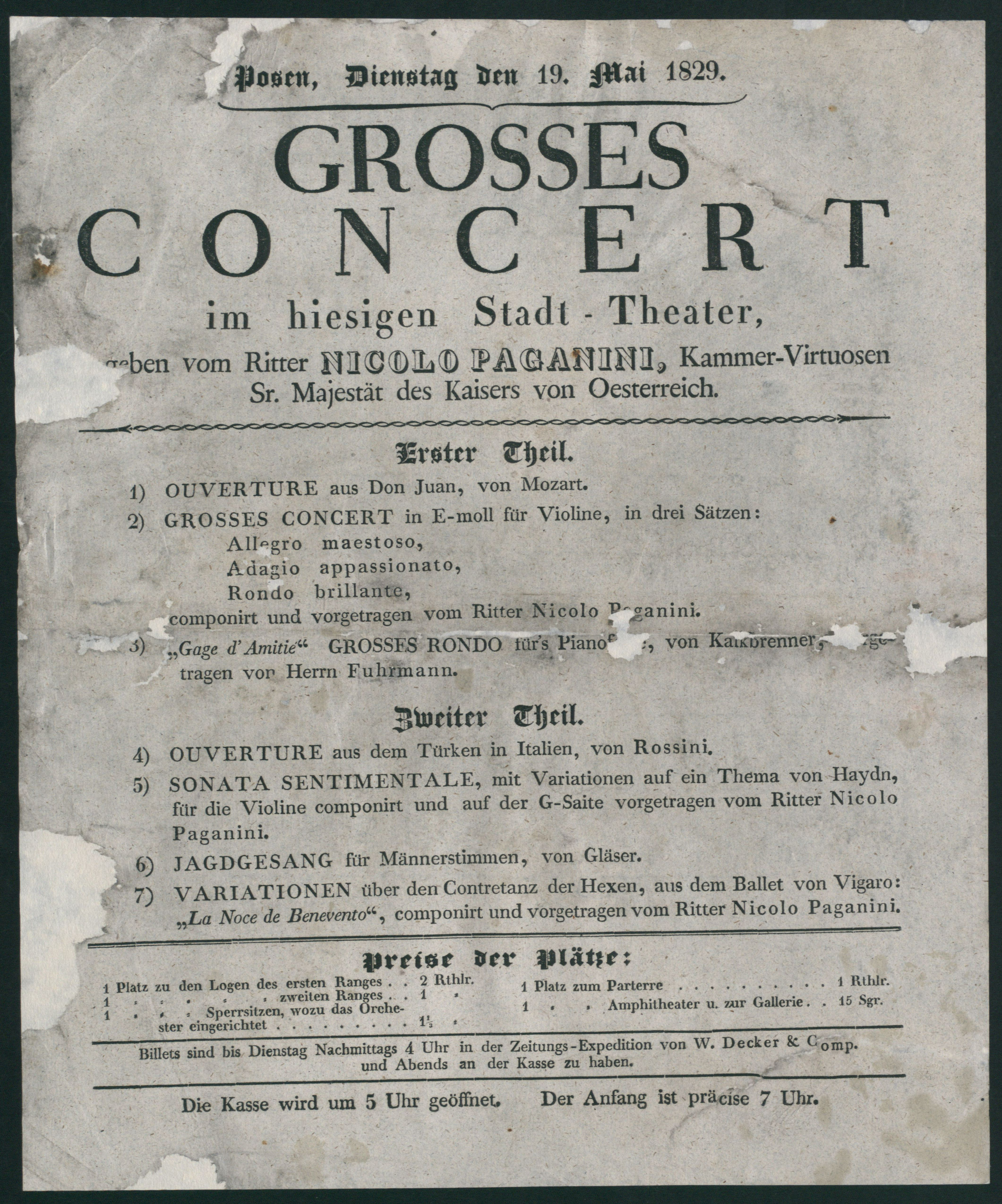
Programm für Nicolo Paganini, 1829

Seit 1796 gab es Pläne, in Posen ein Stadttheater zu bauen. Von 1802 bis 1804 wurde der Neubau in der damaligen Neustadt nach Plänen des Baurats Johann Anton Theodor Heermann fertiggestellt. (Ein Entwurf von David Gilly von 1801 wurde nicht berücksichtigt.)
Es war in dieser Zeit das einzige Theater der Stadt. Dort wurden Opern, Operetten und Schauspiele, vor allem in deutscher Sprache gezeigt.
Daneben gab es polnischsprachige Aufführungen und Gastspiele. 1829 war der Geiger Nicolo Paganini zu Gast.
1874 wurde das Stadttheater wegen baulicher Mängel und finanzieller Probleme geschlossen.

### 1879–1910

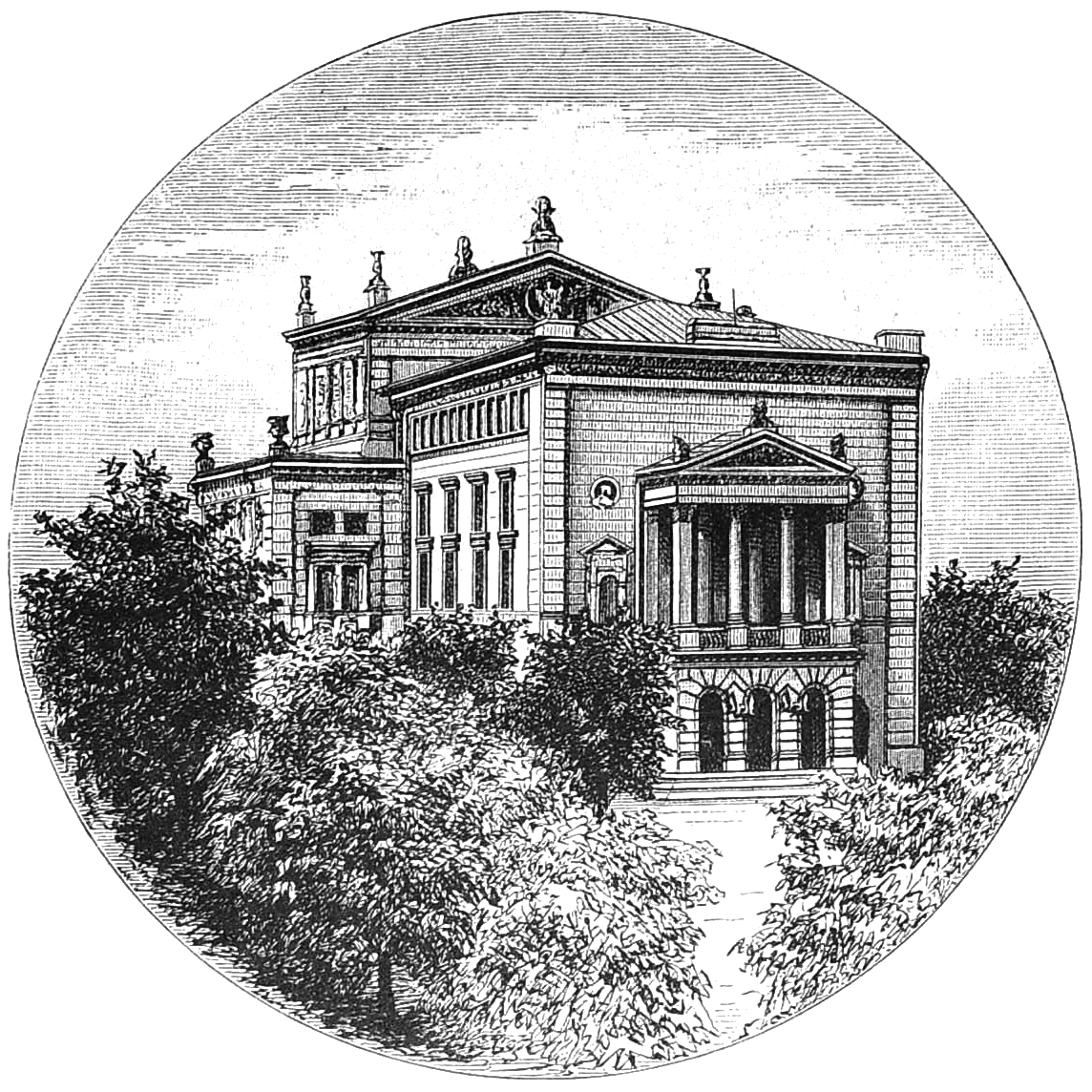
Stadttheater 1889

Von 1878 bis 1879 wurde ein Neubau nach Plänen des Stadtbaumeisters Caesar Stenzel errichtet. Am 30. September 1879 fand die feierliche Eröffnung mit Die Zauberflöte von Mozart statt. Danach gab es wieder  Opern, Operetten, Konzerte und Schauspiele, jetzt ausschließlich als deutschsprachige Veranstaltungen, da es ein eigenes Polnisches Theater in Posen seit 1875 gab. Solisten waren unter anderen der Komponist und Pianist Franz Liszt. 1896 gab es Umbauten.
1910 wurde ein neues Stadttheater an der Paulikirchstraße (jetzt ul. Aleksandra Fredry 9) eröffnet.

## Weitere Nutzung
Das bisherige Gebäude am Wilhelmsplatz wurde umgebaut und für Gewerbe und Wohnzwecke genutzt. 1912 eröffnete das Café Esplanade, das später (um 1914?) in Kaffeehaus Hohenzollern umbenannt wurde.
Nach 1919 erhielt es den Namen Esplanade in der nun polnischen Stadt Poznań  zurück.
Von 1927 bis 1939 war hier auch der polnische Radiosender der Stadt untergebracht. 
Nach 1945 gab es verschiedene Nutzungen.
Seit 1992 spielt dort wieder ein Theater, Teatr Ósmego Dnia, daneben gibt es verschiedene gewerbliche Nutzungen und das Kulturinformations-Zentrum der Stadt. Seit 1979 steht das Bauwerk unter Denkmalschutz.